# Barbara Ann Scott

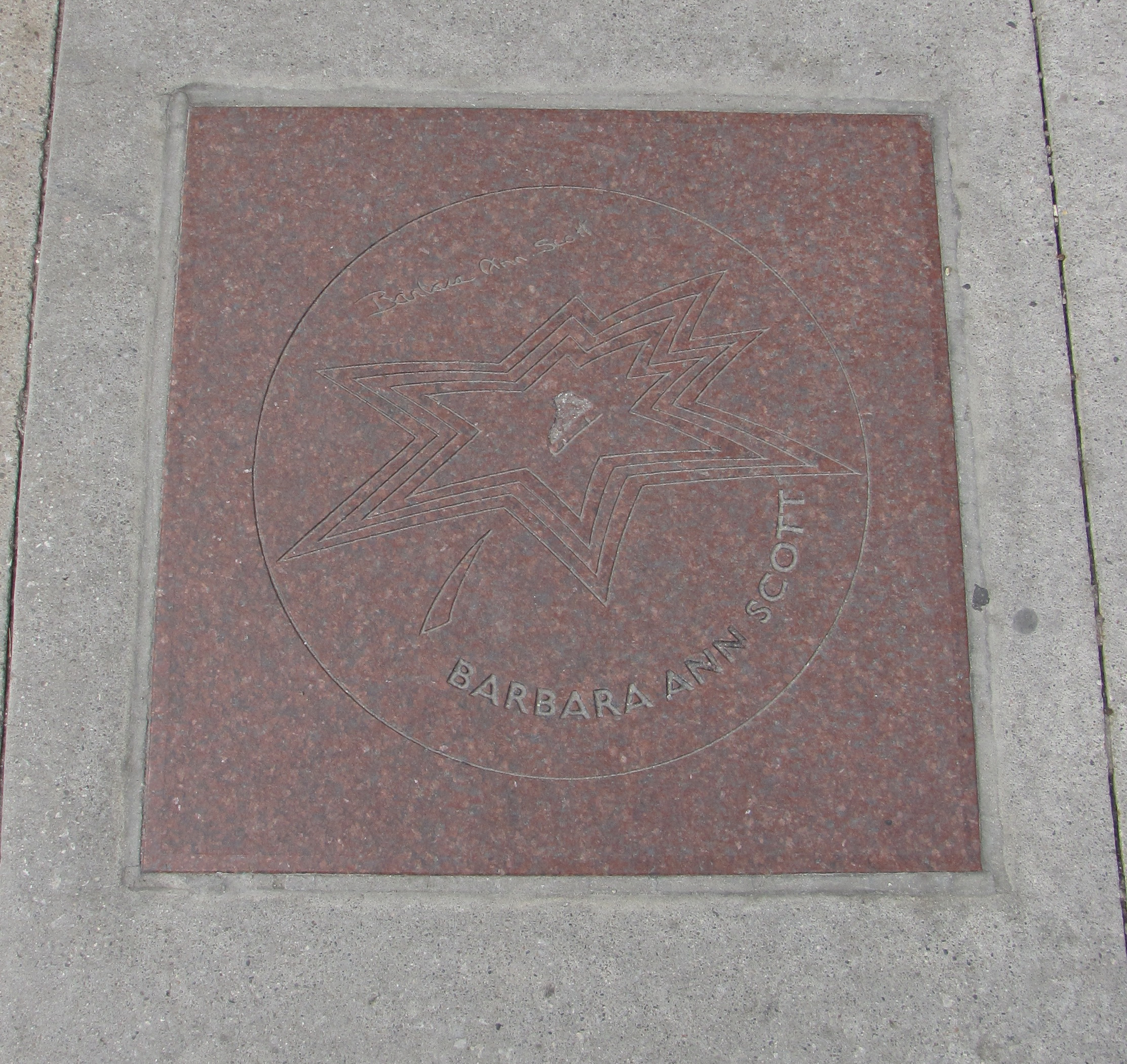
Estrela de Barbara-Ann Scott na Calçada da Fama do Canadá.

Barbara Ann Scott (Ottawa, Ontário, 9 de maio de 1928 – Ilha Amélia, Flórida, 30 de setembro de 2012) foi uma patinadora artística canadense. Ela foi campeã olímpica no individual feminino durante os Jogos Olímpicos de Inverno de 1948, em Saint Moritz.

## Principais resultados
| Resultados                                            | Resultados       | Resultados       | Resultados    | Resultados      | Resultados      | Resultados      | Resultados      | Resultados      | Resultados    | Resultados    | Resultados    | Resultados    | Resultados    | Resultados    |
| Internacional                                         | Internacional    | Internacional    | Internacional | Internacional   | Internacional   | Internacional   | Internacional   | Internacional   | Internacional | Internacional | Internacional | Internacional | Internacional | Internacional |
| Evento/Temporada                                      | 1940– 1941       | 1941– 1942       |               | 1943– 1944      | 1944– 1945      | 1945– 1946      | 1946– 1947      | 1947– 1948      |               |               |               |               |               |               |
| ----------------------------------------------------- | ---------------- | ---------------- | ------------- | --------------- | --------------- | --------------- | --------------- | --------------- | ------------- | ------------- | ------------- | ------------- | ------------- | ------------- |
| Jogos Olímpicos                                       |                  |                  |               |                 |                 |                 | Medalha de ouro |                 |               |               |               |               |               |               |
| Campeonato Mundial                                    |                  |                  |               |                 |                 | Medalha de ouro | Medalha de ouro |                 |               |               |               |               |               |               |
| Campeonato Europeu                                    |                  |                  |               |                 |                 | Medalha de ouro | Medalha de ouro |                 |               |               |               |               |               |               |
| Campeonato Norte-Americano                            | 6.ª              |                  |               | Medalha de ouro |                 | Medalha de ouro |                 |                 |               |               |               |               |               |               |
| Nacional                                              |                  |                  |               |                 |                 |                 |                 |                 |               |               |               |               |               |               |
| Campeonato Canadense                                  | Medalha de prata | Medalha de prata |               | Medalha de ouro | Medalha de ouro | Medalha de ouro |                 | Medalha de ouro |               |               |               |               |               |               |
|                                                       |                  |                  |               |                 |                 |                 |                 |                 |               |               |               |               |               |               |
| Legenda: Competição não foi disputada nesta temporada |                  |                  |               |                 |                 |                 |                 |                 |               |               |               |               |               |               |